# Benjamin Bloom
Pour les articles homonymes, voir Bloom.
Benjamin Bloom, né le 21 février 1913 à Lansford (Pennsylvanie) et mort le 13 septembre 1999 à Chicago, est un psychologue américain spécialisé en pédagogie. Il est également professeur, chercheur, éditeur littéraire et examinateur en éducation. Il est surtout connu pour ses importantes contributions au classement des objectifs pédagogiques et pour sa taxonomie de Bloom, utile pour évaluer la progression de l'apprentissage.

## Biographie
Il travaille pour le conseil d'examen de l'université de Chicago de 1940 à 1959. Ce conseil évalue la pertinence des examens administrés aux étudiants. Au départ, ils sont centrés sur la restitution de faits. Cependant, ceux-ci changent pour refléter un changement de paradigme en éducation. Les examens commencent à évaluer comment les étudiants raisonnent et résolvent des problèmes en plus du rappel des faits. Ces années de travail modifient la perception de Bloom vis-à-vis de l'éducation.
En 1956, Bloom dirige un groupe de psychologues à l'Université de Chicago qui développe une hiérarchie de comportements intellectuels qui facilitent l'apprentissage et favorisent la maîtrise des concepts. Cette hiérarchie vient à s'appeler la taxonomie de Bloom, et fait encore partie des objectifs pédagogiques aux États-Unis en 2006.
Dans les années 1950 et 1960, il écrit deux importants ouvrages : Taxonomy of Educational Objectives (1956) et Stability and Change in Human Characteristics.
Bloom a surtout consacré son temps aux objectifs pédagogiques et affirme que n'importe quelle tâche affecte l'un des trois domaines psychologiques : cognitif, affectif et psychomotricité. Le domaine cognitif se rapporte à la connaissance et à la compréhension des concepts et des idées. Le domaine affectif concerne les attitudes et les émotions générées par l'apprentissage. Le domaine psychomoteur se rapporte à la manipulation ou aux habiletés physiques.

## Publications
- (en) Taxonomy of Educational Objectives, 1956, trad. : Taxonomie des objectifs pédagogiques, vol. 1 : Domaine cognitif, Presses de l’Université du Québec, 1975.
- (en) Stability and Change in Human Characteristics
- (en) All Our Children Learning, 1980, McGraw-Hill.